# Ясуґі
Ясуґі (яп. 安来市) — місто в Японії, у префектурі Шімане.

## Загальна інформація
Розміщується на острові Хонсю, в префектурі Шімане регіону Тюґоку. Граничить з містами Мацуе, Уннан, Йонаґо та селищами Шигасідзумо, Окуйдзумо, Намбу, Нітінан.
Площа території міста становить 420,97 км², чисельність населення — 39 945 осіб (14 серпня 2014 р.), щільність населення — 94,89 особи/км².
Символами міста є бамбук, квітка сакури та лебідь.